# Sialidae
A Sialidae é uma família de insetos da ordem Megaloptera, que inclui cerca de 100 espécies.

## Características
Eles são compactos, seu corpo e suas asas possuem tonalidade escura, voam pouco e raramente são encontrados longe de rios de correnteza fraca ou em lagoas, em que passam o início de suas vidas. As larvas vivem na lama e no lodo e alimentam outros animais pequenos. Eles possuem uma aparência frágil devido às diversas nervuras externas sobre o abdômen. Eles passam cerca de um ano na água, e depois atravessam o estado de crisálida em fragmentos de rochas na margem da água. Os adultos podem retirar o néctar das flores, porém são mais freqüentemente vistos pousando em plantas à margem da água. As fêmeas põe grandes quantidades de ovos em folhas que estão penduradas sobre a água.